# Tobiasites striatus
Tobiasites striatus là một loài tò vò trong họ Ichneumonidae.